# Ölberg (Jerusalem)
Der Ölberg (hebräisch הר הזיתים Har haSetim; arabisch جبل الزيتون Dschabal az-Zaitūn, beides Olivenberg) in Jerusalem ist eine Erhebung des Judäischen Berglands nordöstlich und östlich des Tempelberges und der Jerusalemer Altstadt. Vom Palästinakrieg 1948 bis zur Besetzung durch Israel im Sechstagekrieg wurde das Gebiet mit Ausnahme des noch zum Hügelzug gehörenden Skopusberges von Jordanien verwaltet. Der Name leitet sich vom ursprünglichen Bewuchs mit Ölbäumen ab. Die Hügelkette erreicht eine Höhe von 827 m; der eigentliche Ölberg mit der südlichen Himmelfahrtskuppe ist 809 m hoch und liegt damit 120 m über dem Kidrontal und etwa 65 m über dem Tempelberg.

## Bedeutung des Ölbergs in den abrahamitischen Religionen
Die Bekanntheit des Ölbergs resultiert aus seiner besonderen Bedeutung in der Tradition von Judentum, Christentum und Islam.

### Judentum
Nach jüdischem Glauben wird der Messias über den Ölberg nach Jerusalem einziehen und im Kidrontal unterhalb des Hügels das Jüngste Gericht halten, so die Prophezeiung im Buch Sacharja. Deswegen wurde am Hang des Berges ein ausgedehnter jüdischer Friedhof angelegt. Die Gräber des in den Jahren 1948 bis 1967 stark beschädigten Friedhofs stammen zum Teil noch aus biblischer Zeit.

### Christentum

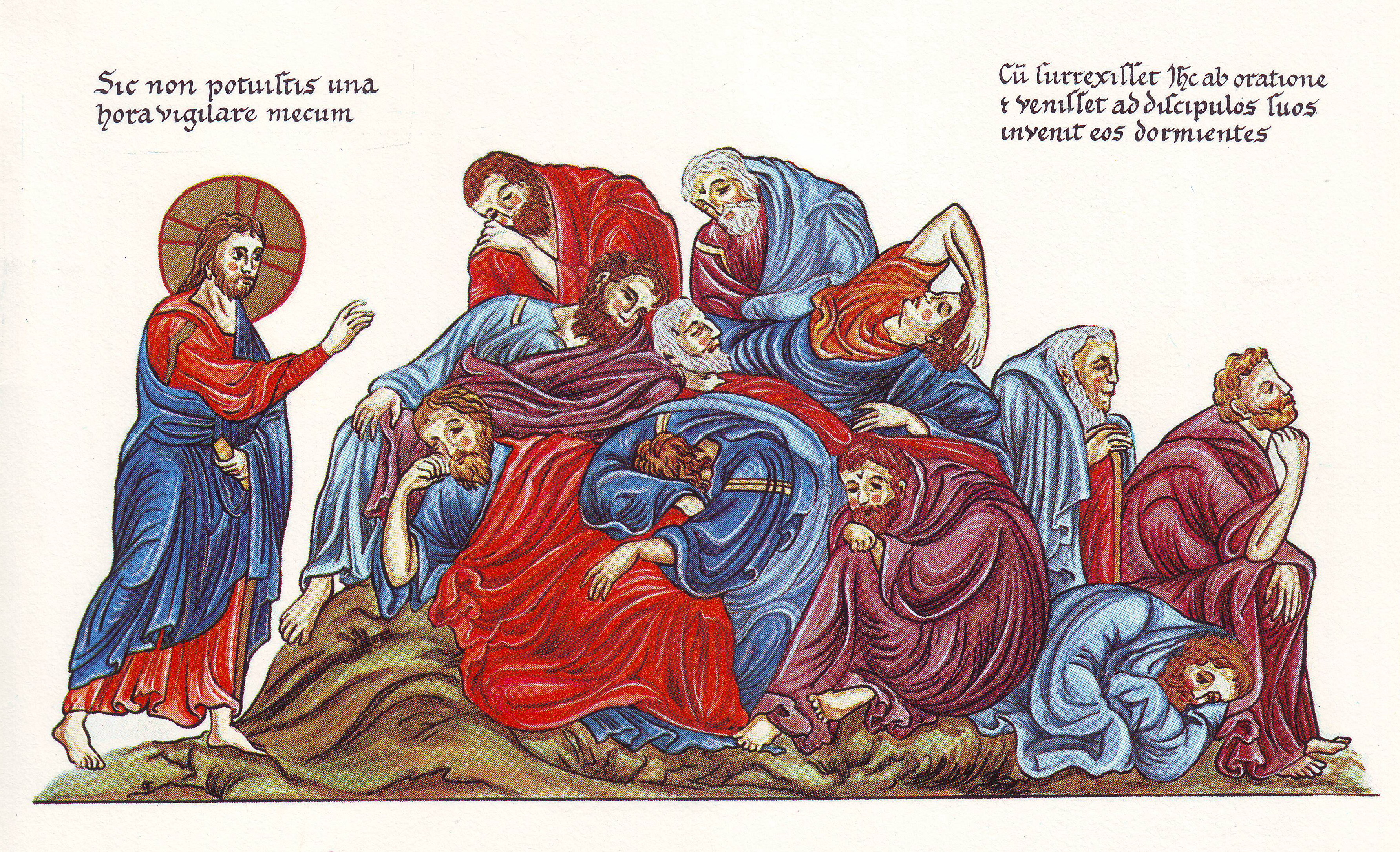
Jesus und die schlafenden Apostel am Ölberg. Darstellung aus dem Hortus Deliciarum der Herrad von Landsberg (um 1180)

In der christlichen Tradition wird der Ölberg insbesondere mit verschiedenen neutestamentlichen Berichten in Verbindung gebracht. So zog Jesus vom Ölberg aus in Jerusalem ein (Lk 19,28–40 ), er weinte am Ölberg über Jerusalem (Lk 19,41–44 ). Er wurde vor seiner Kreuzigung am Abend des Gründonnerstags am Fuß des Berges im Garten Getsemani gefangen genommen (Mt 26 ) und fuhr 40 Tage nach der Auferstehung vom Ölberg in den Himmel auf (z. B. Lk 24,50 ).
Aus diesem Grund findet alljährlich am Nachmittag des Palmsonntags eine große Prozession vom Ölberg zum Löwentor statt. Am Fest Christi Himmelfahrt ist es der katholischen Kirche erlaubt, in der Himmelfahrtskapelle einen Gottesdienst abzuhalten.
Eine Ölberggruppe stellt figürlich die biblische Szene dar, wie Jesus zusammen mit seinen Jüngern in der Nacht vor seiner Kreuzigung im Garten Getsemani betet.

### Islam
Den Glauben, dass das Kidrontal der Ort des endzeitlichen Gerichts sei, teilen die Muslime; nach ihrer Vorstellung wird in der Endzeit ein Seil vom Tempelberg zum Ölberg gespannt, über das die Gerechten hinübergehen werden; entsprechend befinden sich im Tal – auf der Seite des Tempelbergs – auch muslimische Gräber.

## Kirchen auf dem Ölberg
Auf dem Ölberg wurden mehrere Kirchen errichtet:
- Auf der Nordkuppe des Ölbergs in der Nähe des Skopusbergs steht die evangelische Himmelfahrtskirche, 1907–1910 von Carl Gause und Robert Leibnitz. Ihr Turm mit Aussichtsebene misst 65 m Höhe. Unter Kaiser Wilhelm II. gebaut und gehört mit dem nach dessen Frau benannten Auguste-Viktoria-Hospital zur Kaiserin Auguste Victoria-Stiftung auf dem Ölberg (auch Ölbergstiftung), heute Sitz in Hannover.

- Die von den Kreuzfahrern 1152 errichtete Himmelfahrtskapelle. In der näheren Umgebung wurden die Überreste mehrerer Kirchen und Klöster aus dem 4. bis 6. Jahrhundert entdeckt. Das benachbarte russisch-orthodoxe Kloster der Himmelfahrt auf dem Ölberg nimmt ebenfalls in Anspruch, am Ort der Himmelfahrt Christi zu stehen.

- Zu einem französischen Karmelitinnenkloster gehört die Paternosterkirche, in der das Vaterunser in 140 Sprachen auf ebenso vielen Keramiktafeln zu lesen ist. Hier soll Jesus in der Grotte der Unterweisung die Jünger das Vaterunser gelehrt haben. In diesem Bereich des Ölbergs befand sich in byzantinischer Zeit die Eleona-Basilika, die wie die Grabeskirche und die Geburtskirche in Bethlehem auf Veranlassung der hl. Helena erbaut wurde.

- Dominus flevit (der Herr weinte) ist der Name einer kleinen römisch-katholischen Kirche der Franziskaner relativ weit oben am Hang. Sie wurde 1955 auf den Fundamenten einer byzantinischen Kirche aus dem 6. Jahrhundert in Form einer Träne erbaut und erinnert an die Trauer Jesu um Jerusalem. Die Kirche ist vor allem durch Innenaufnahmen bekannt: Statt eines Altarbildes gibt es ein vergittertes Fenster, durch das der Blick auf die Altstadt mit Grabeskirche und Felsendom fällt. Der Altar und das Fenster sind nach der Grabeskirche ausgerichtet, die etwas rechts hinter dem Felsendom gelegen ist. Im Garten befinden sich alte jüdische und byzantinische Gräber und Beinhäuser.

- Die russisch-orthodoxe Abteikirche Himmelfahrt des Herrn, 1873 bis 1881 von Gianbattista Bizelli, genannt Kleine Hagia Sophia im Himmelfahrtskloster auf der Himmelfahrts- bzw. Südkuppe des Ölbergs mit 64 m hohem Glockenturm, 1885 von Antonio Langodorchi

- Die russisch-orthodoxe Maria-Magdalena-Kirche befindet sich in einem höher gelegenen Teil des Gartens. Wegen ihrer sieben vergoldeten Zwiebeltürme fällt sie beim Blick von der Altstadt besonders auf; gebaut wurde sie um 1885 durch Zar Alexander III. Die hochglänzende Vergoldung wurde von dem deutschen Vergoldermeister Hans Kellner aus München unter Verwendung von 24-karätigen Blattgold der Goldschlägerei Eytzinger aus Schwabach in den Jahren 1998 und 1999 ausgeführt.

- Die römisch-katholische Kirche der Nationen im Garten Getsemani am Fuß des Berges wurde in Erinnerung an das verzweifelte Gebet Jesu im Garten errichtet. Der Name erinnert daran, dass mehrere Staaten zu ihrer Errichtung 1924 beitrugen. Sie hat zwölf Kuppeln, die für die zwölf Apostel stehen. Am Fußboden ist noch der Grundriss einer Vorgängerkirche aus dem 4. Jahrhundert sichtbar; in der Kreuzfahrerzeit wurde ebenfalls eine Kirche an dieser Stelle errichtet.

- Die griechisch-orthodoxe Kirche am Mariengrab wurde zuerst im 5. Jahrhundert über einer Grabstätte errichtet, die als das Grab der Gottesmutter gilt, in dem sie der Überlieferung zufolge bis zur leiblichen Aufnahme in den Himmel lag. Zudem werden dort die Gräber der Eltern Mariens, des hl. Joachim und der hl. Anna, und des hl. Josef gezeigt. Jährlich findet einige Tage vor dem Fest Mariä Himmelfahrt (nach julianischem Kalender) eine Prozession von der Stadt zum Grab statt.

- Neben dieser Kirche befindet sich die „Verratsgrotte“, in der die Festnahme Jesu geschehen sein soll.  Auf der anderen Straßenseite steht das orthodoxe Stephanuskloster, das an die Steinigung des hl. Stephanus erinnert.

Außerdem befindet sich auf dem Ölberg ein Benediktinerinnenkloster und das russisch-orthodoxe Himmelfahrtskloster mit hohem Turm.

## Bedeutung für den Tourismus
In Friedenszeiten ist der Ölberg ein beliebtes Ausflugsziel für Touristen, da sich von der Aussichtsplattform oberhalb des jüdischen Friedhofs ein herrlicher Blick auf die Jerusalemer Altstadt bietet. Die meisten bekannten Großaufnahmen des Tempelbergs und Panoramabilder der Altstadt stammen vom Ölberg.

## Politische Bedeutung
Auf dem Ölberg befinden sich zwei für die arabische Bevölkerung wichtige Spitäler: das muslimische Al-Mukassed und das lutherische Auguste-Viktoria-Hospital. Über den Berg führte die Straße zu den Orten Abu Dis, Bethanien und Bethlehem. Seit dem Bau israelischer Sperranlagen ist es nicht mehr möglich, diese Orte auf diesem Weg zu erreichen. Palästinenser aus dem Umland Jerusalems können somit diese Spitäler nur noch mit israelischer Bewilligung besuchen. Die Buslinie, die früher zur Al-Quds-Universität fuhr, endet nun am Ölberg. Neben der Vaterunserkirche unterhalten jüdische Siedler einen israelisch beflaggten Stützpunkt, um ihren Anspruch auf Siedlungsrechte in diesem Gebiet zu bekräftigen.

## Galerie

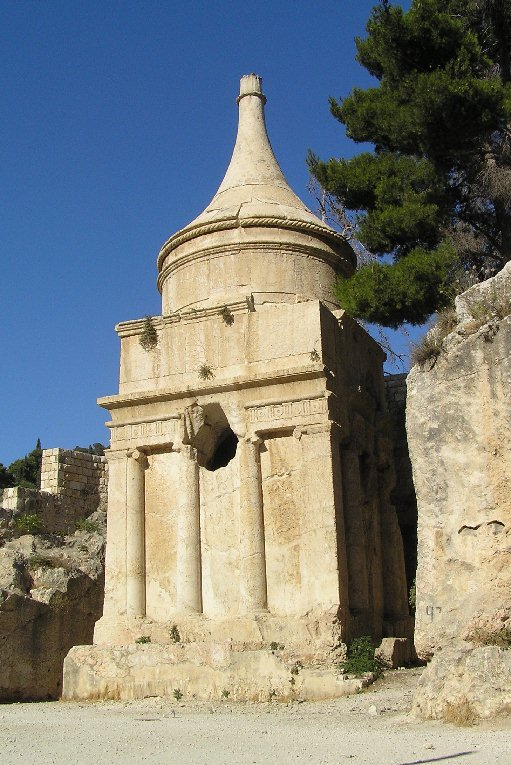
Abschaloms Grab - Yad Avshalom
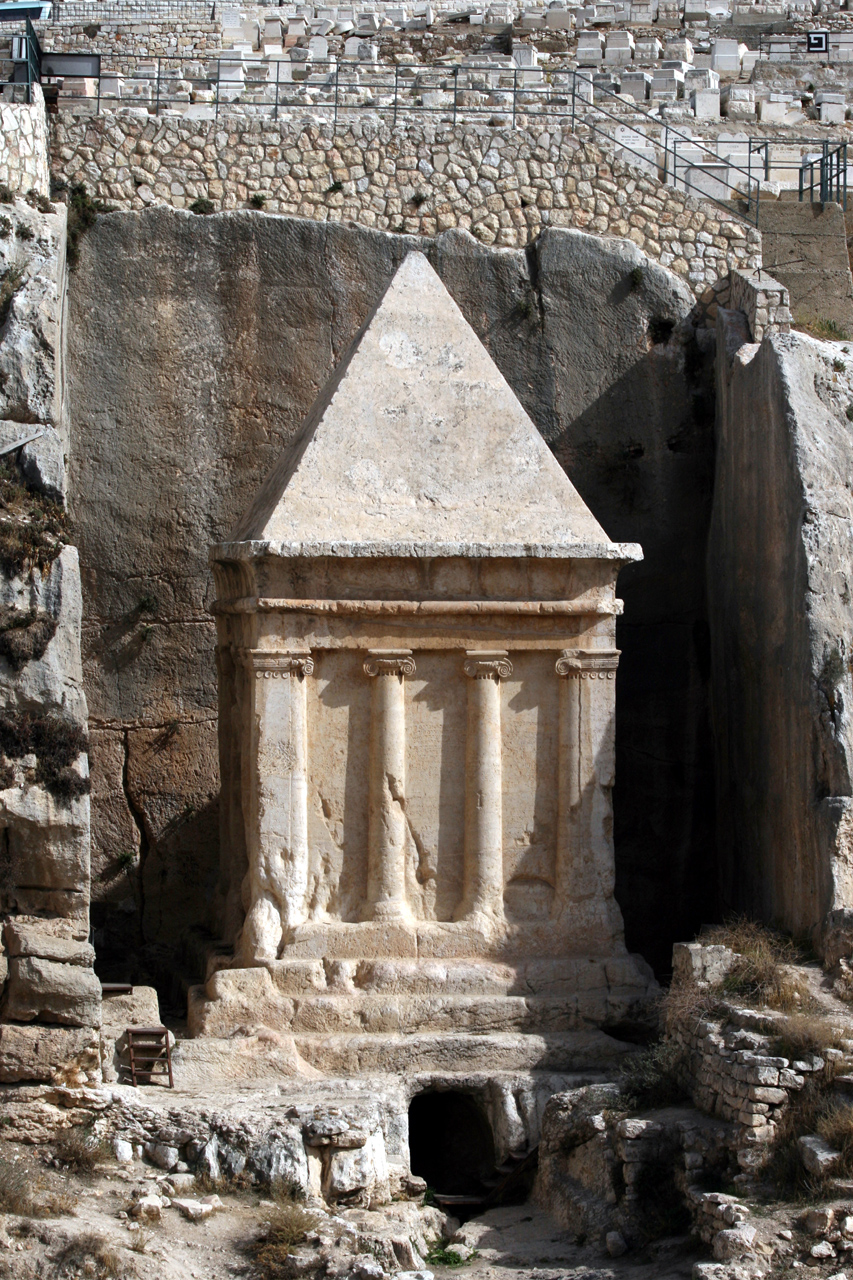
Grab des Zacharias
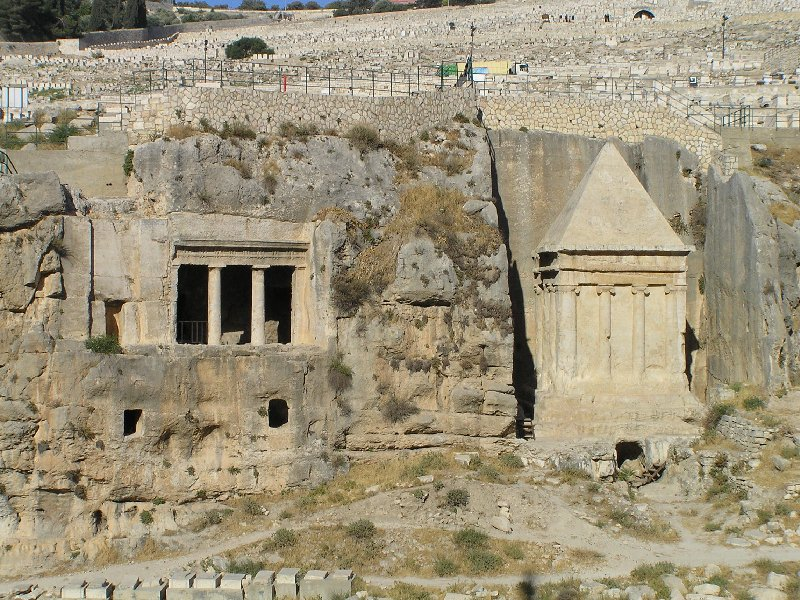
Grab der Bnei Hezir (links), Grab des Zacharias (rechts)
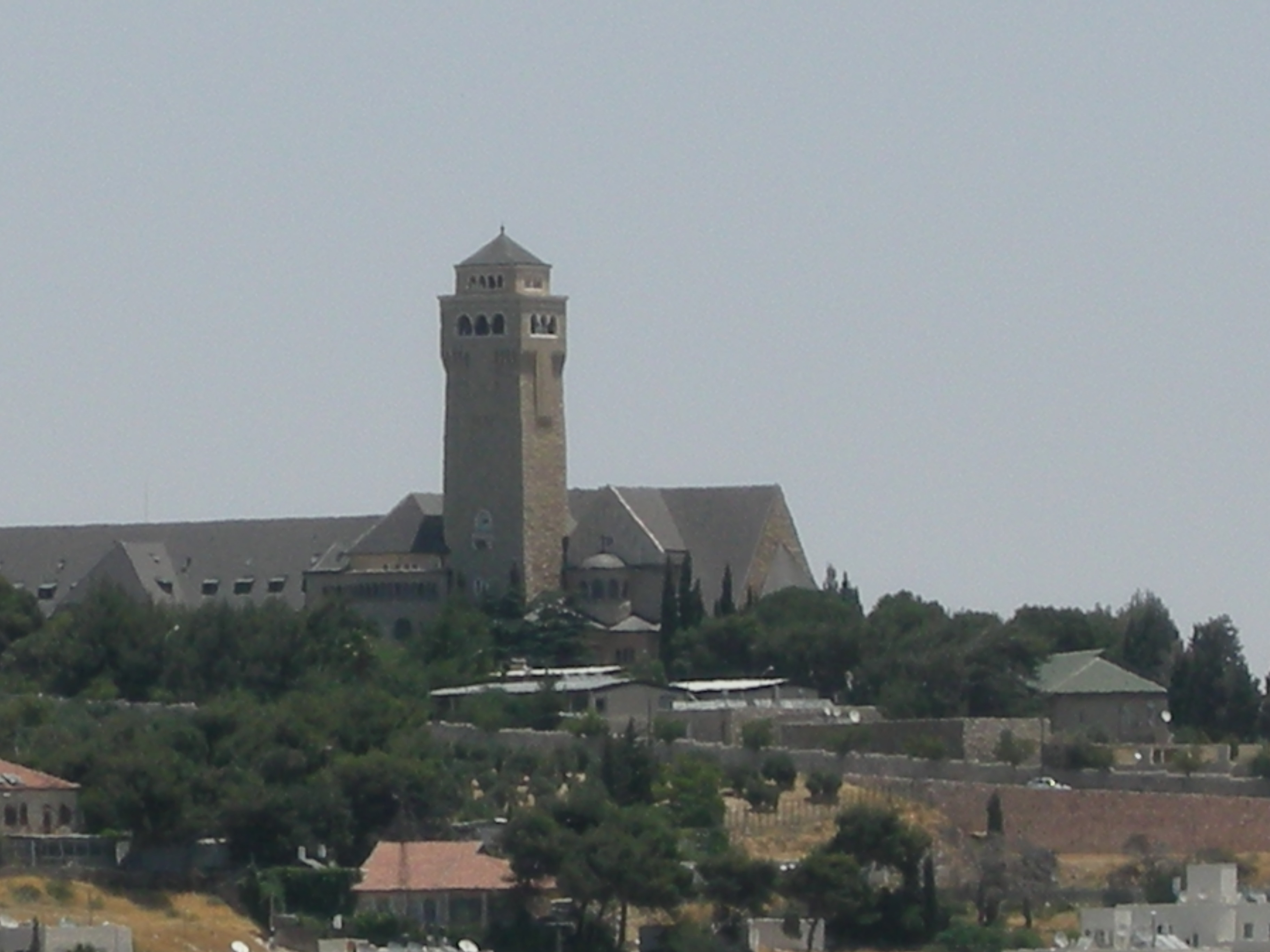
Blick zur evangelischen Himmelfahrtskirche
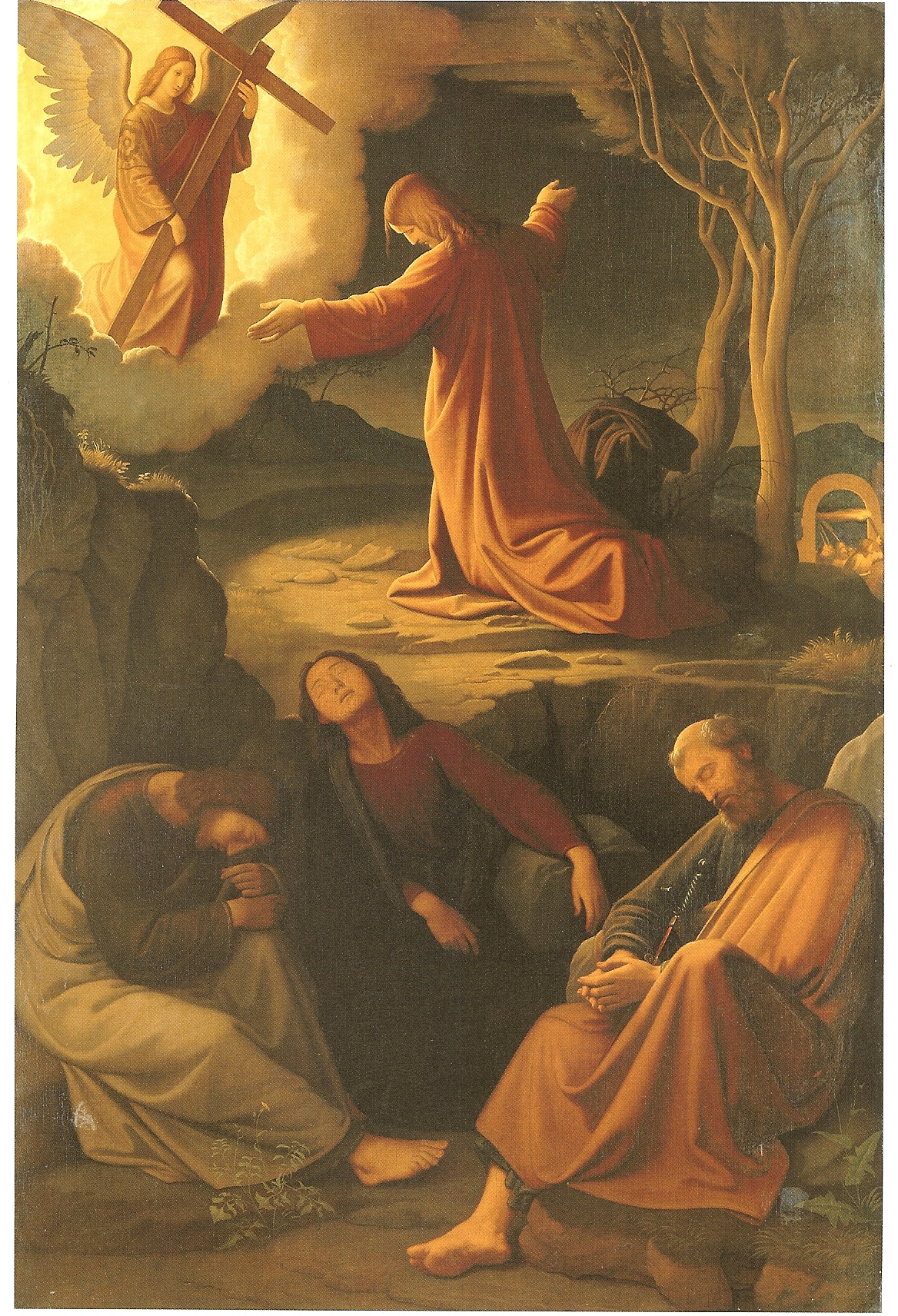
Friedrich Overbeck: Christus am Ölberg (1833)
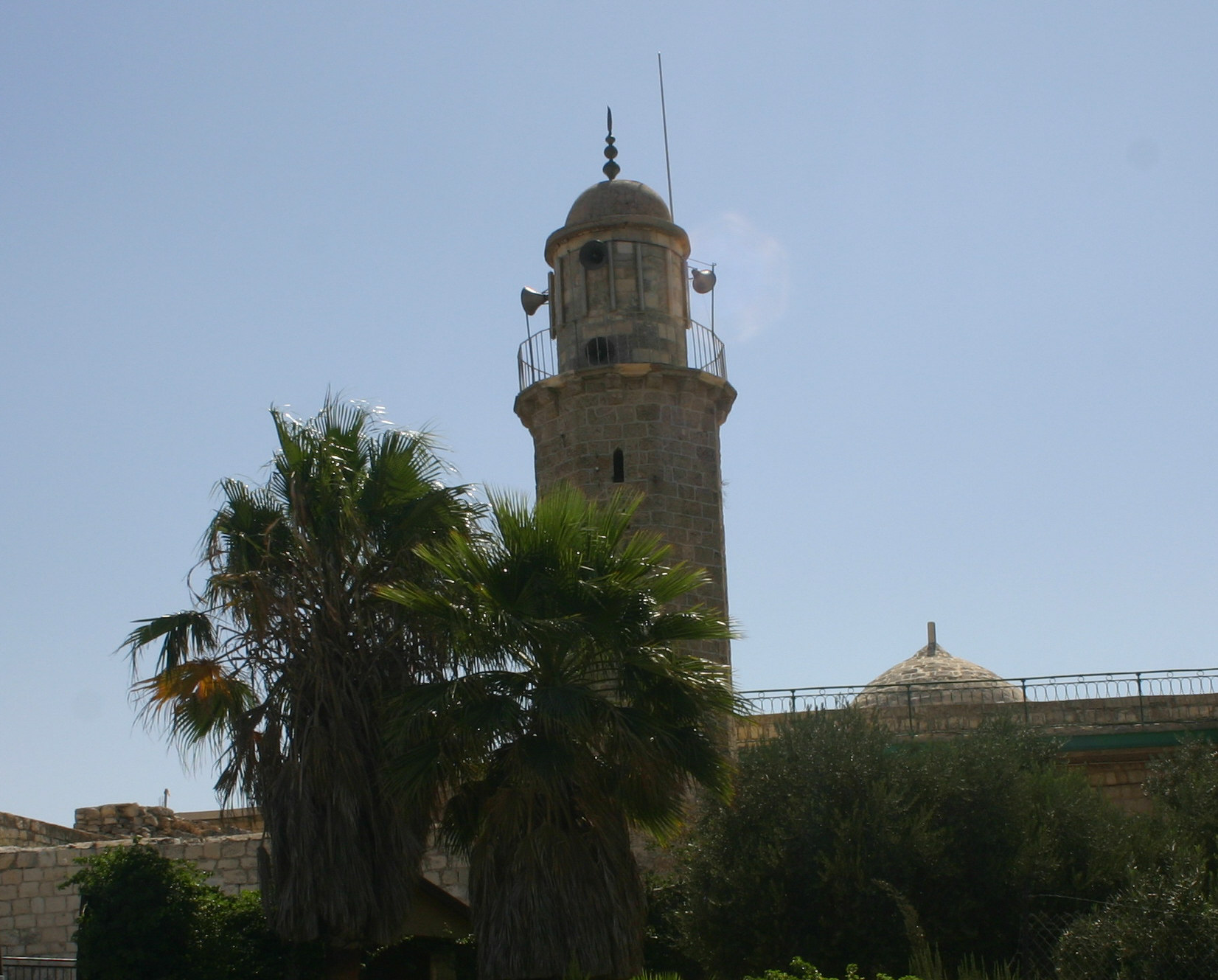
Minarett der moslemischen Himmelfahrtsmoschee, daneben die Kuppel der Himmelfahrtskapelle
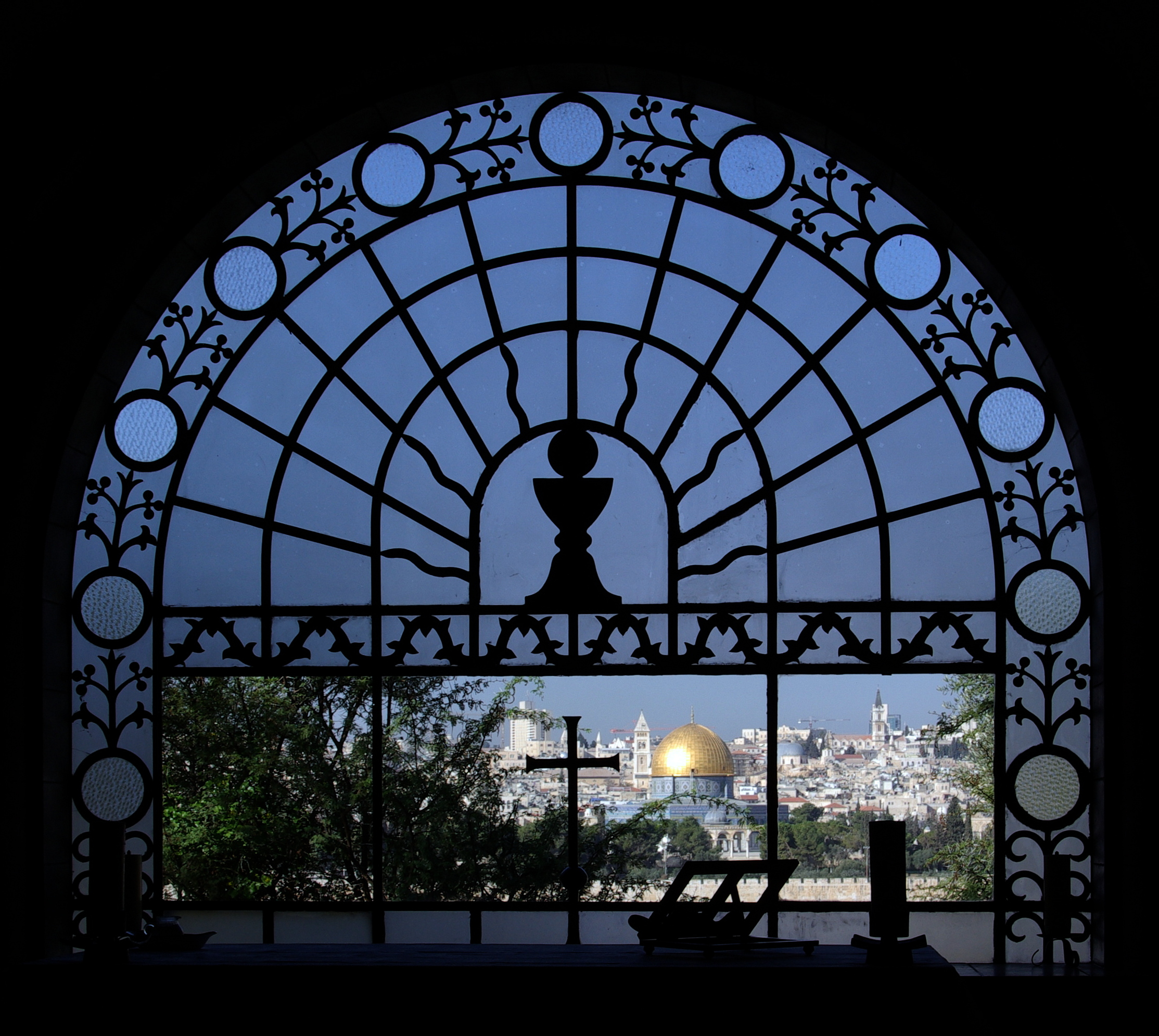
Blick über den Altar von Dominus flevit
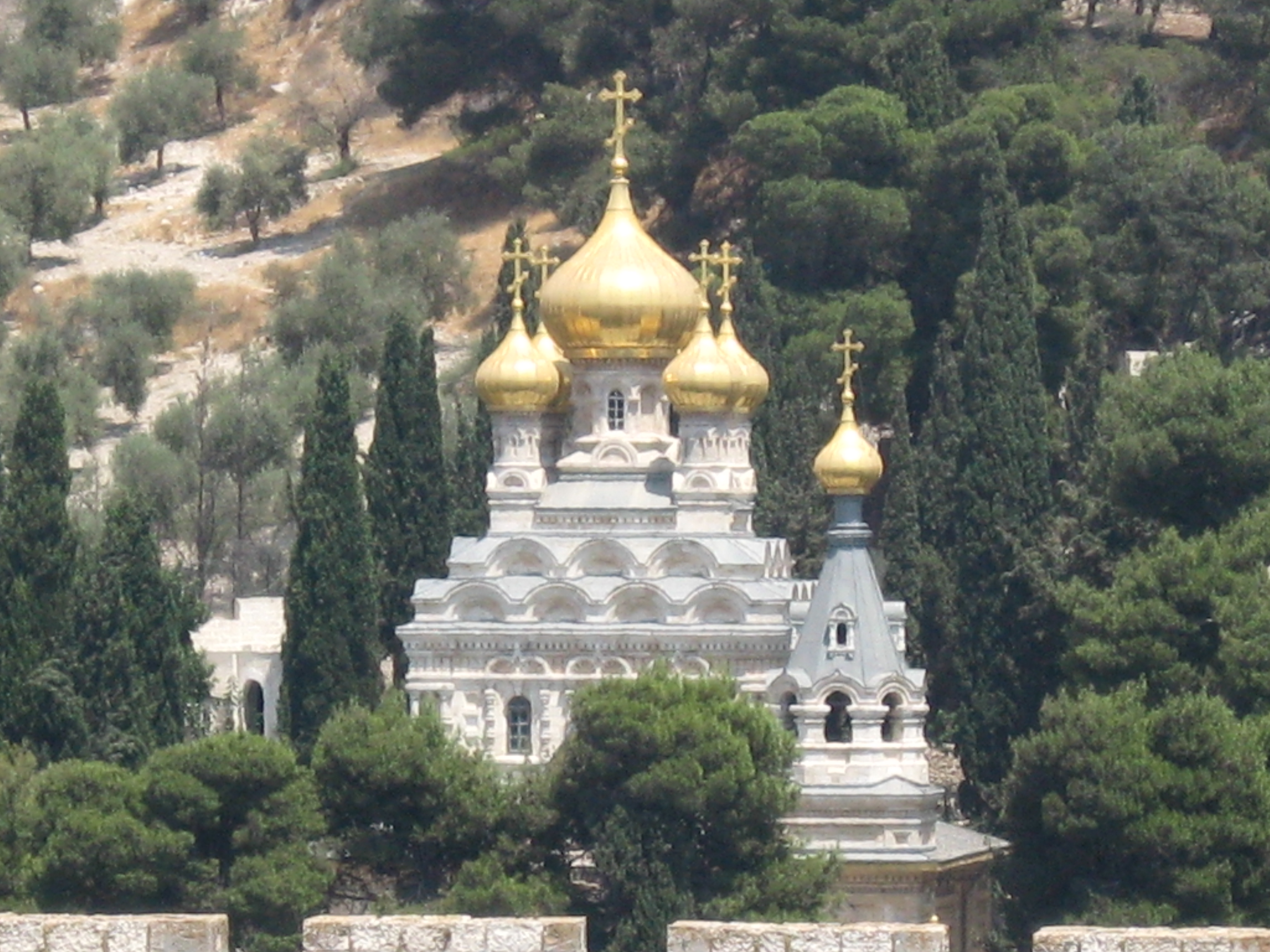
Maria-Magdalena-Kirche
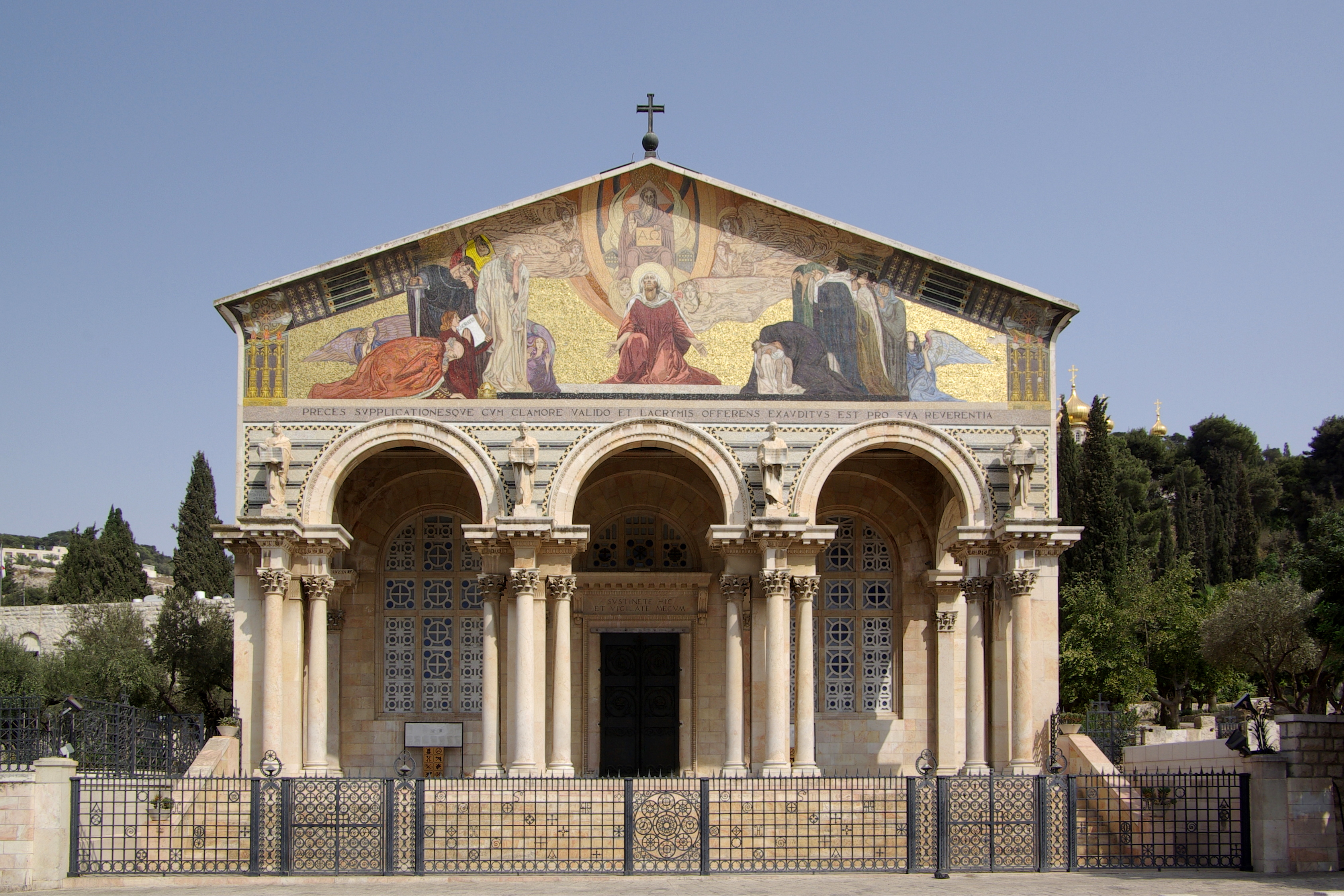
Die Kirche der Nationen
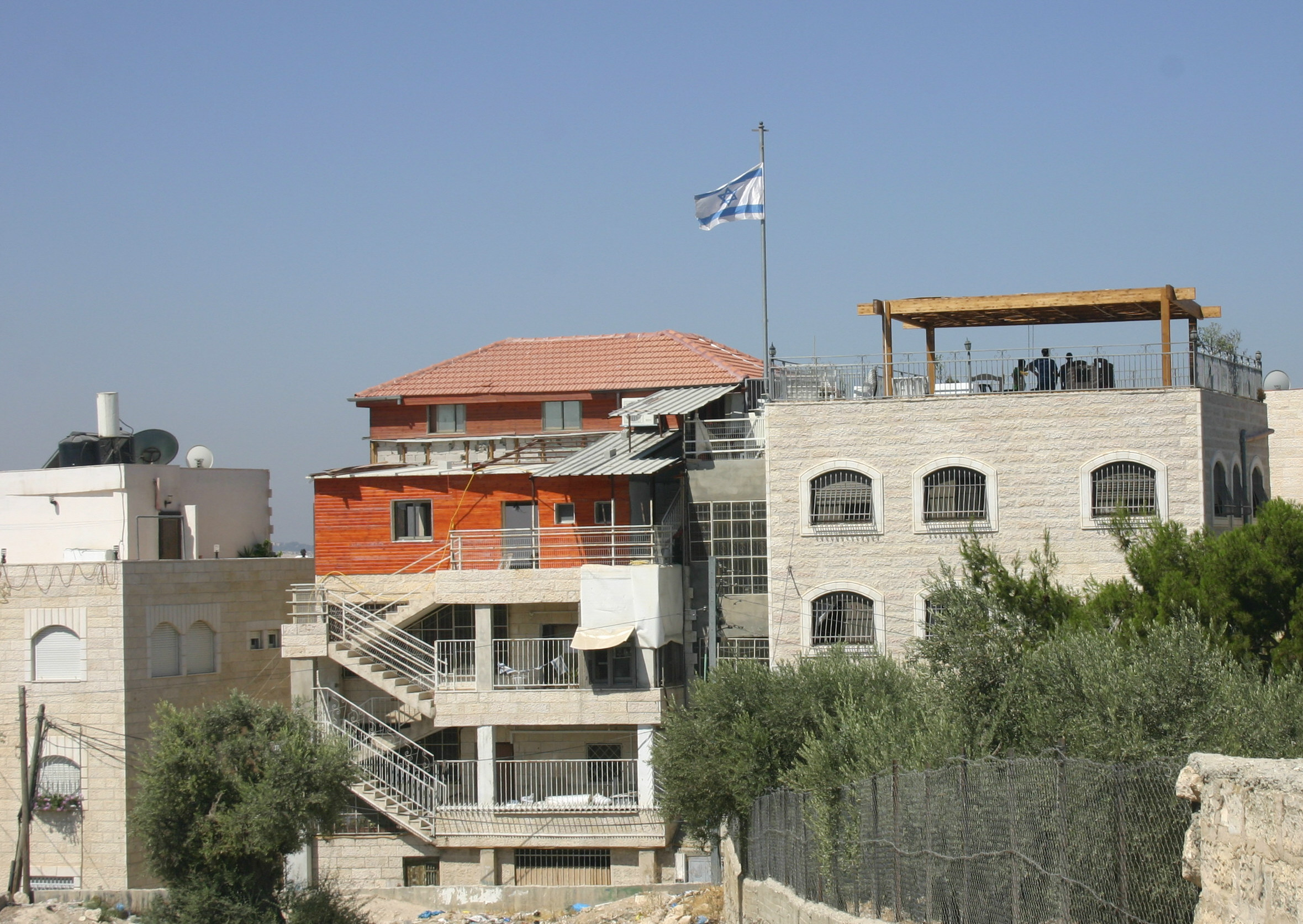
Häuser neben der Vaterunserkirche
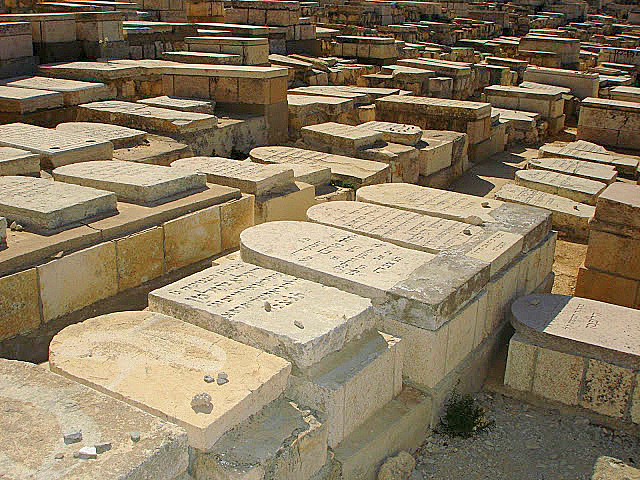
Jüdischer Friedhof
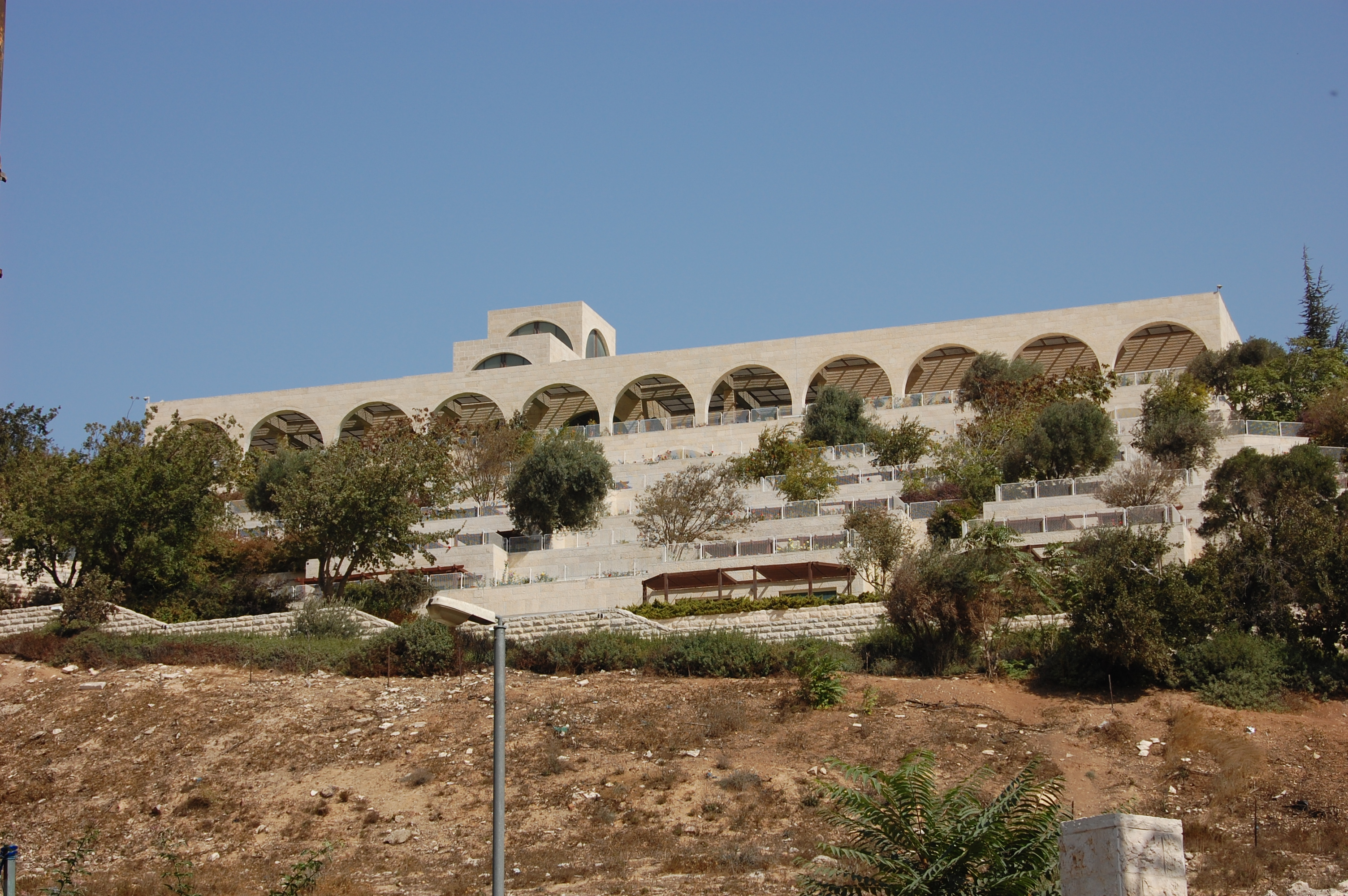
Campus Jerusalem der Brigham Young University